# Annona coriacea
- Wikispecies

Annona coriacea, vulgarmente chamada ata, fruta-do-conde, condessa, cabeça-de-negro, araticum-do-campo, araticum-dos-lisos, araticum-do-brejo e marolinho, é uma árvore pequena, não pioneira, da família das anonáceas, que ocorre nos cerrados ao nordeste do Brasil.

## Etimologia
"Araticum" provém do tupi arati'kum. O nome científico da espécie, Annona coriacea, significa, traduzido do latim, "coriáceas disposições". É uma referência ao aspecto externo do fruto, que se assemelha a couro. O aspecto externo da fruta também gerou o nome "cabeça-de-negro", devido à semelhança com o cabelo enrolado dos negros.

## Características
Possui folhas ovadas, coriáceas, flores amarelas e frutos bacáceos múltiplos, grandes, comestíveis e muito saborosos, com sementes tidas como antidiarréicas. Quando está maduro, o fruto abre-se.
Está na lista de espécies ameaçadas do estado de São Paulo, no Brasil.